# Amerila roseomarginata
Amerila roseomarginata är en fjärilsart som beskrevs av Rothschild 1910. Amerila roseomarginata ingår i släktet Amerila och familjen björnspinnare. Inga underarter finns listade i Catalogue of Life.